# 法國遠征軍
法國遠征軍（法語：Corps Expéditionnaire Français，縮寫CEF）又稱法國駐義大利遠征軍（法語：Corps Expéditionaire Français en Italie，縮寫CEFI）是法國解放軍的一支遠征軍。法國遠征軍成立於1943年，在阿爾方斯·朱安的指揮下參加了第二次世界大戰的義大利戰役。法國遠征軍由112000人組成，分為四個師，除了一個師外，其他師都是由法國海外殖民地之人民所編成，主要是由法國軍官領導的摩洛哥人和阿爾及利亞人。

## 概述
美軍於1942年在火炬行動中登陸阿爾及爾後，法屬北非的法軍殖民地部隊在維希法國的指揮下未開一槍就投降了。自由法國領導人戴高樂將軍利用這些部隊創建了法國遠征軍，法國遠征軍由三分之二的非洲人（摩洛哥人、阿爾及利亞人和塞內加爾人）和三分之一的黑腳組成，共有112000人，分為四個師。法國遠征軍中的大部分非洲部隊都是在北非的阿特拉斯山脈長大的，他們是盟軍中唯一一支技術精湛、裝備精良的山地戰部隊。